# Noctueliopsis brunnealis
Noctueliopsis brunnealis là một loài bướm đêm trong họ Crambidae.